# Stigmatochromis
Stigmatochromis (Gr.: „stigma“ = Fleck; + Chromis, eine Gattung der Riffbarsche in die früher auch Buntbarsche eingegliedert wurden) ist eine Buntbarsch-Gattung, die endemisch im Malawisee in Ostafrika vorkommt.

## Merkmale
Stigmatochromis-Arten werden 9 bis 25 cm lang und besitzen als Raubfische einen gestreckten, seitlich stark abgeflachten Körper und ein endständiges tief eingeschnittenes Maul. Der Unterkiefer steht etwas vor. Charakteristikum der Gattung sind drei dunkle Flecken auf den Körperseiten, der erste unter dem vorderen, oben liegenden Teil der Seitenlinie, der zweite zwischen beiden Teilen der Seitenlinie und der dritte auf dem Schwanzflossenstiel. Ein ähnliches Drei-Flecken-Muster kommt allerdings auch bei der Gattung Otopharynx vor, die ebenfalls im Malawisee endemisch ist.
Stigmatochromis-Arten können von bläulicher, bläulicher-gelber Farbe sein oder silbrig schimmern.

## Fortpflanzung
Wie fast alle Buntbarsche des Malawisees sind die Stigmatochromis-Arten agame Maulbrüter, d. h. nur ein Geschlecht, in diesem Fall das Weibchen, übernimmt die Maulbrutpflege.

## Systematik
Es gibt sechs beschriebene Arten:
- Stigmatochromis macrorhynchos Stauffer, Cleaver-Yoder & Konings, 2011
- Stigmatochromis melanchros Stauffer, Cleaver-Yoder & Konings, 2011
- Stigmatochromis modestus (Günther, 1894)
- Stigmatochromis pholidophorus (Trewavas, 1935)
- Stigmatochromis pleurospilus (Trewavas, 1935)
- Stigmatochromis woodi (Regan, 1922)

Unsicher ist, ob es sich bei Stigmatochromis pleurospilus wirklich um eine valide Art handelt. Das Typusexemplar und einzig bekannte Individuum von Stigmatochromis pleurospilus ist ein 4 cm langer Jungfisch aus dem Nordteil des Malawisees.